# 日本—朝鲜半岛关系

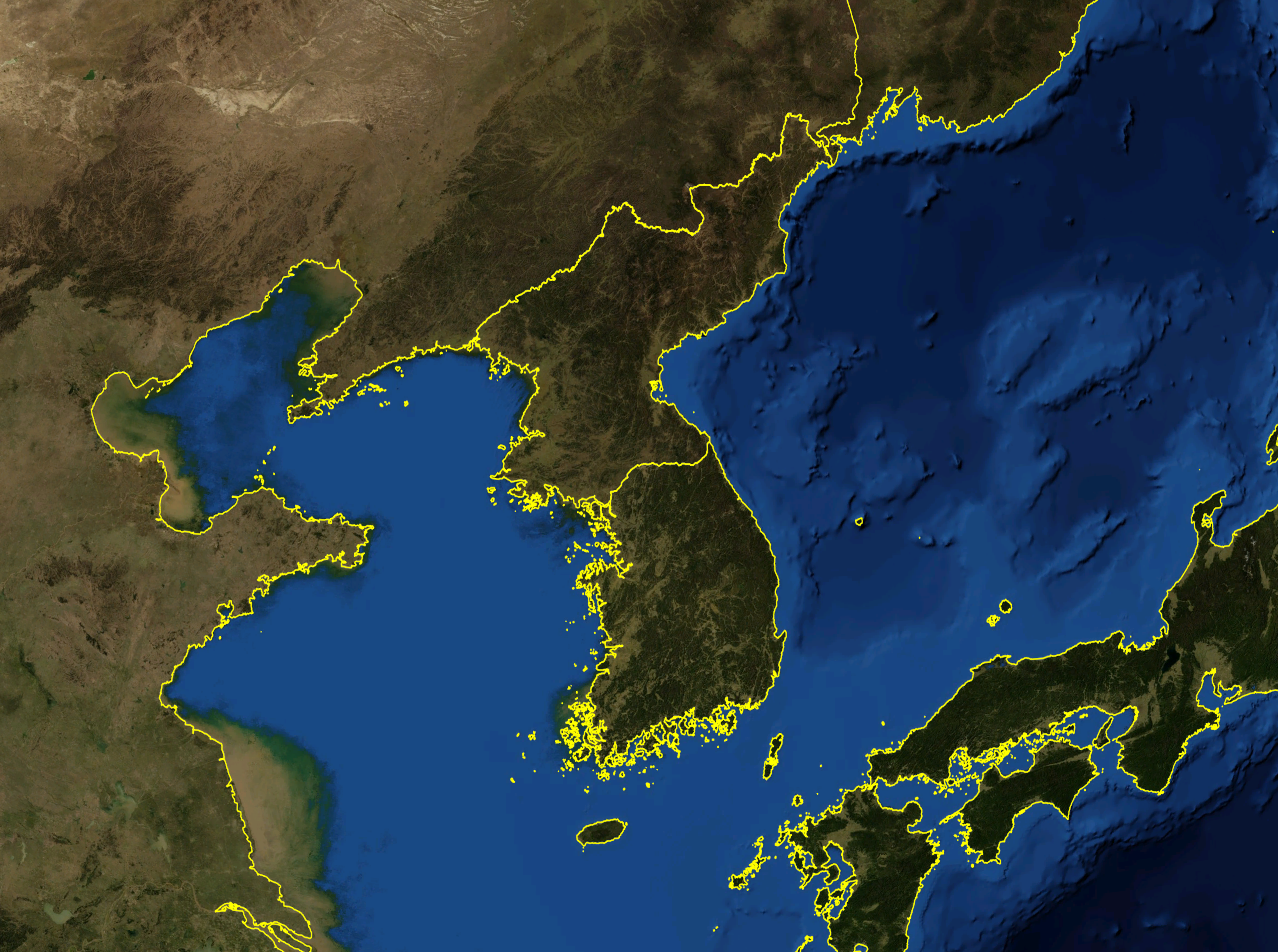
朝鮮半島（中）與日本（右）

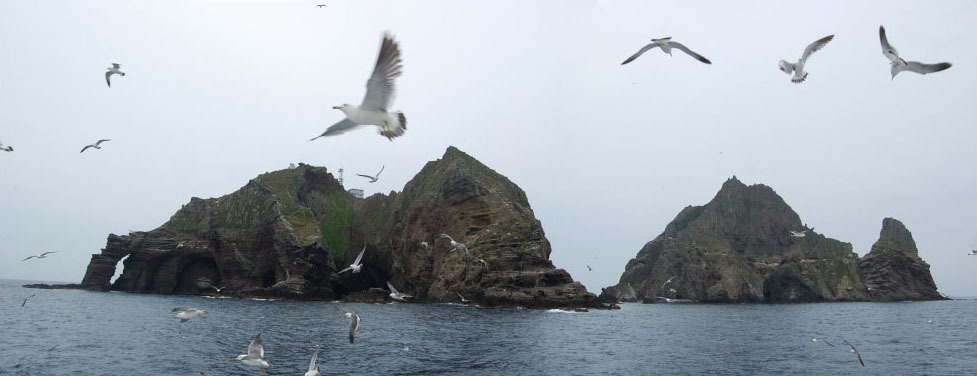
獨島，朝鮮半島與日本的爭議領土，由大韓民國控制。

日本—朝鲜半岛关系，是指日本與朝鮮（朝鮮半島）两地域上从古至今，在政治、經濟、社會等各方面的關係。
日本與朝鮮同屬漢字文化圈，同樣受漢文化影響，兩地人民亦交往頻繁，日本天皇也曾納朝鮮人為妃，故現時日本皇室具有百濟血統。但日本過去曾經數次入侵朝鮮，如萬曆朝鮮戰爭，而1910年到1945年間更吞併整個朝鮮成為其屬地；二戰後的朝鮮雖恢復獨立地位，但分裂成南北兩個政權。目前日本僅與半島南方的大韓民國建立正式外交關係，與半島北方的朝鮮民主主義人民共和國尚未邦交正常化。
由於歷史緣故，韓國人在教育上普遍仇視日本人，就算是日本和大韓民國建交以後也不例外，常有獨島主權、慰安婦等政治爭端；但另一方面，日韓兩國在冷戰後同為美國盟邦，因此對於北韓核問題、中國崛起等地緣政治問題，雙方必須在部分領域合作來與美國共同應對。2002年，日韓兩國共同舉辦世界盃足球賽，以此為契機，雙方在社會及文化上逐漸密切交流，例如韓國流行文化開始受到日本社會歡迎。日朝兩國雖因歷史、政治等問題的分歧沒有建交，但透過朝鮮總聯等半官方團體維持一定程度的雙邊關係。

## 歷史

### 史前時期至三世紀
日本与朝鲜的最早的接触被认为可以追溯到公元前3世纪，据记载当时有人从朝鲜半岛的高句丽、百济、新罗、伽耶、渤海國等移民到日本的九州地区。

### 四世紀至十二世紀
著名的有來自高句麗王室的高麗氏和百濟王室後裔的鬼室氏、百濟王氏。同时，佛教是从朝鲜半岛東南部的新罗传入日本的。日本奈良時代光仁天皇的夫人、桓武天皇的生母高野新笠是百濟武寧王後裔，桓武天皇的後宮中也有幾位出身百濟王氏。

### 十三世紀至十四世紀
1260年（文应元年、中統元年），忽必烈即位称帝，國號大元大蒙古国，对高麗方針由武力征服变更为怀柔政策。同年，高丽元宗向其称臣，高麗成为其东藩。朝鲜半岛上的高麗國成为后来元朝侵略日本的協力者。後來蒙古在高麗設征東行省，實際控制高麗。朝鮮半島處於蒙古統治下，高麗王娶蒙古公主為妃，成為蒙古駙馬:114。
1273年，元朝皇帝忽必烈要求高麗派使者奔赴日本，希望与日本“通好”。后世陳舜臣认为，该国书傲慢无礼。

### 十四世紀至十九世紀

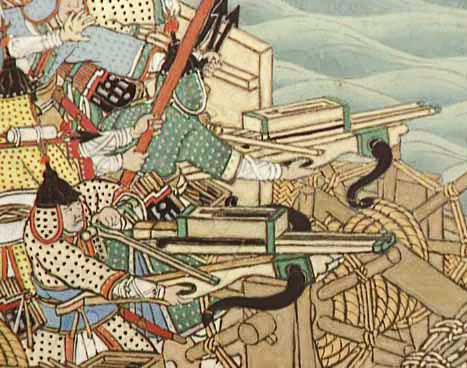
萬曆朝鮮之役

近代以前，中、日、韓三國之間已經存在國家間之交往，同時，民間領域之交流也在頻繁展開:2。中國和周邊國家之間之外交關係通常被稱為朝貢關係；如果周邊國家向中國派遣使節並進獻貢品，中國就承認該國國王之權位，並回贈禮品；之後，中國對其他國家之內政和外交不再特別干涉:2。
五代十国时, 石敬塘称帝, 称契丹可汗为父皇帝, 自称儿皇帝。石重贵称契丹可汗为爷皇帝, 自称孙皇帝。刘崇称帝, 自称侄皇帝。刘钧称帝，称儿皇帝。
宋朝称辽国为叔父。宋神宗:“呼契丹为叔。” 宋神宗:“事之(契丹)为叔父，为人子孙，当如是乎！”王安石说: “今乃称契丹母为叔祖母 ,称契丹为叔父。” 所谓宋辽兄弟之国的约定 , 不见于《澶渊誓书》。 
宋朝是蒙古孙国。宋朝谢太后: 求蒙古“封为小 国”。宋朝奉表称臣: “蒙古上皇帝尊号曰仁明神武皇帝”。1276年, 宋朝派陆秀夫与蒙古议和, 宋朝称侄孙, 宋朝为孙国。宋称蒙古为大朝。“蔡州之役, 幸依大朝。 是蒙古早已称大朝矣。 ”   
蒙古退出朝鮮半島後，李成桂建立李氏朝鮮:114。16世紀後期以後，中國與日本已經不存在朝貢外交關係，兩國關係主要以商品貿易為中心展開；在這種大框架下，中、日、韓三國一直保持着密切關係:2。16世紀末，豐臣秀吉結束日本長期之戰亂，掌握政權；當時中國正處於明朝時期，朝鮮半島處於「朝鮮王朝」時期:2。豐臣秀吉有想征服中國大陸之野心，在此之前，他曾經兩次侵略朝鮮王朝；但是，在朝鮮王朝民眾抵抗和水軍反擊下，日本侵略並沒有得逞；明朝曾派援軍幫助朝鮮王朝擊退日軍；豐臣秀吉死後，日、朝兩國又重新締結外交關係:3。兩國互相派遣使節，朝鮮王朝派遣到日本之使節稱為通信使；通信使提高江戶幕府之政治權位，並且增進日朝兩國文化交流和相互了解:3。通訊使為朝鮮王朝向日本幕府派遣之使節團；從1607年到1811年期間，共派遣12次，路線一般是漢陽——釜山——對馬島——江戶，通常耗時5至8個月；使節團在日本期間之費用由日方負擔:3。在中國東北地區，滿族之前身女真族逐漸強大起來，並建立「後金」；「後金」軍隊在與明朝作戰同時也進攻朝鮮，傷害朝鮮民眾；後來清朝繼承後金並取代明朝，統治全中國；但是，朝鮮王朝十分重視同明朝之關係，曾經還提出要征討清朝之北伐論:3。
從17世紀中葉開始，朝鮮王朝在清朝首都北京和邊境附近同清朝開展貿易活動，並且在清朝和日本之間進行中介貿易；起初，清朝為防止國內勢力同國外勢力勾結，禁止對外貿易；但是，隨著政治逐漸穩定，政府開始解除貿易禁令，並頻繁同周邊國家開展交流:3。朝鮮王朝在釜山設立倭館，繼續同日本開展貿易活動；對馬藩官吏和商人們在這裡聚集:3。
18世紀後期，歐洲列強開始施加壓力，中、日、韓三國奮起抵抗，拒絕通商:3。
1868年日本明治維新以後，新政府向朝鮮國派遣使節告之新政府成立；然而在日本送來之外交文書中卻包含「皇」和「敕」等文字，採取皇帝下詔形式；文書內容和傳達途徑都與以往之外交慣例相悖，因此朝鮮王朝政府沒有接受；日本政府內產生以此為藉口攻打朝鮮國之「征韓論」:24。1873年，日本政府內「征韓論」呼聲高漲，然而由於主張先解決國內問題之人掌握主導權，「征韓論」沒有付諸行動:24。1873年，朝鮮王朝實際掌握政局之興宣大院君退位，由國王高宗掌握朝政；日本趁此機會，向江華島派遣雲掦號軍艦，故意挑起衝突；這完全是模仿美國要求日本開放時所使用之武力示威；當時，西方列強都急盼望日本使朝鮮王朝開放，中國政府也勸告朝鮮王朝政府儘量避免與日本發生武力衝突:20。當時，朝鮮輿論分為兩派，一派主張強硬對抗日本開港要求，另一派主張接受開港要求；門戶開放反對論者們批判說，如果開放，天主教就會肆意傳播，加上日本經濟侵略，國家就會滅亡；與此相反，贊成論者主張避免和日本發生戰爭，應當將門戶開放:20-21。1875年江華島事件:111，1876年日本和朝鮮締結《日朝修好條約》:107，承認日本之領事裁判權:130，朝鮮開國:111，否定清朝對朝鮮之宗主權:130。最終，朝鮮王朝政府決定開放，1876年同日本簽訂修好條約（《江華島條約》）；但是，由於事前沒有準備，在草簽條約過程中，並沒有充分意識到其內容具有之問題和危險:21。
《江華島條約》證明朝鮮王朝政府沒能抵禦住日本等多個國家之侵略和干涉；根據條約，朝鮮增加對外開放港口，但是卻不能處罰在開放港口犯罪之日本人；所以，江華島條約及其附屬條約等於允許日本人在朝鮮可以毫無限制地隨意經濟侵略:21。但是，在條約第一條中卻稱「朝鮮國乃自主之邦」，因為日本要排除當時與朝鮮關係密切之清朝之影響，強調自己和朝鮮國親密之關係:21。1876年，《江華島條約》簽訂以後，圍繞着朝鮮國問題，在日本和清朝之間產生之糾葛就已經開始滋生蔓延:24。
朝鮮因為貧窮沒有力量改變，於是演變為「事大主義（「事大」語出《孟子》「以小事大」，是一種儒家外交理念，基於強弱力量對比情況之下小國侍奉大國以保存自身之策略，特指李氏朝鮮對中國明朝和清朝稱臣納貢之政策:113）」:112。1880年，日本在朝鮮首都漢城開設公使館:131。
1882年，朝鮮和美國締結通商條約，同時也與英國和德國締結通商條約:119。李鴻章將自己部下袁世凱任命為朝鮮總督，派赴朝鮮:119。1882年，朝鮮兵士發動壬午事變，攻擊日本公使館，袁世凱逮捕大院君，帶到清朝軟禁:119。1882年，朝鮮國發生舊式軍隊士兵和下層民眾反對近代化政策之軍隊動亂；過程中日本公使館被焚燒:24。興宣大院君發動兵變，閔妃化妝成宮女外逃:111。清朝應朝鮮王朝政府邀請派遣軍隊鎮壓動亂:24。清朝派朝鮮事務大臣吳長慶、幫辦大臣袁世凱出兵平定兵變，將大院君監禁於中國直隸保定，閔妃重新執政:111。之後，清軍沒有撤軍，繼續在朝鮮國駐紮，力圖影響朝鮮內政；日本也以保護本國外交官為名在漢城駐紮軍隊:24。日本也出兵朝鮮，與朝鮮政府交涉，要求派遣謝罪使到日本，並且承認護衛日本公使館之駐兵權:131。大院君時而為親清派，時而為反清派，偏愛自己宗族女兒，使閔妃成為兒子朝鮮高宗之妻子，閔妃最初也試圖以日本為後盾掌握權力，但後來厭惡並排斥日本:112。日本歷史學家宮脇淳子認為雙方立場轉換毫無道理可言，只是拼命維持自己權力，只要能成為自己靠山，便可不顧立場，可以與任何人聯手:112。閔妃派轉為反日親清:110。
此後，清朝對朝鮮王朝內政之影響力日趨加大，改革也遲遲不見進展，金玉均、朴泳孝等朝鮮改革派官僚逐漸感受到危機；他們認為哪怕動用武力，也要掌握政權，進行改革；1884年，在日本公使館和日本軍隊幫助下，這些人終於奪取政權，事件被稱為「甲申政變」:24。1884年12月4日，朝鮮內部开化派派趁著清法戰爭無暇他故，发动政变，宣佈脫離清朝；三天之內即被袁世凱鎮壓，政权回到閔妃派系手上:111。親日派金玉均發動甲申事變:110。日本公使館遭焚毀，數十名日本人遭殺害:131。但是，由於清軍之介入，政變在三天後以失敗告終:25。因此事件牽涉中日，韓國一度視甲申事變為民族主義運動，但在民主化後負面評價增多：朝鮮民主主義人民共和國和中華人民共和國則看法較為接近:111。日本和清朝都認為當時在朝鮮還不是展開全面衝突之時機，簽訂條約後，雙方都撤回軍隊:25。俄國駐朝鮮公使夫人與閔妃關係良好，所以後來閔妃改為依附俄國:117。政變流亡後，開化黨領袖金玉均曾拜日本思想家福澤諭吉為師，流亡日本，後被刺客刺殺於上海:111。但是，清朝繼續加強對朝鮮王朝內政之干涉，並擴大經濟影響力；日本為守住自己利益並強佔朝鮮，也在不斷加強自身軍事實力，為與清朝交戰做準備:25。朝鮮對日本原本只有厭惡意識，而明治維新之後來到朝鮮之日本人大多是下級武士，朝鮮兩班階級認為自己被最下層人指手畫腳，發布命令，所以產生很強烈反彈:113。1885年至1887年，英國皇家海軍攻打並佔領朝鮮王朝巨文島（英國稱為漢密爾頓港 Port Hamilton），牽制俄國；清朝也害怕俄國介入朝鮮半島，最終俄國允諾不侵佔朝鮮領土，英軍撤出巨文島:121。1885年，朝鮮閔妃派系意圖與俄國簽訂密約，但受到日本和清朝反對而失敗；大院君獲釋回朝鮮，牽制閔妃:120。1888年，朝鮮於東京開設公使館:131。
1894年春，由於官吏腐敗和對農民之重稅，朝鮮爆發東學黨農民起義，起義農民迅速向全國蔓延:26。1894年，在朝鮮半島西南部之全羅道爆發大規模農民起義，全奉准、金開南、孫化中等農民軍領導人起初利用「東學」這一宗教組織擴大勢力；東學提出「萬眾皆貴如天」之平等新思想，吸引眾多信徒；1894年4月，全奉准領導農民揭竿起義；朝鮮政府派遣中央軍隊鎮壓；然而，農民軍席捲全羅道各地，並佔領中心城市全州:36。1894年東學黨之亂，官吏不正當地徵收大量稅金，一批漢文老師向地方官吏陳情，遭到逮捕、棍棒敲打或驅逐，約一千人左右襲擊郡衙，奪取米糧後解散；地方官吏將抗議之農民貼上東學標籤，開始鎮壓:134。當時，韓國由於遭受日本之侵略正陷入危機之中；總隊長全奉准呼籲所有勢力聯合起來對抗日本:39。李朝政府緊急請求清政府派兵鎮壓:26。清朝應朝鮮國王之請出兵朝鮮半島，蓄謀已久之日本也向朝鮮半島派遣軍隊:36。清朝決定鎮壓東學黨時，在朝鮮並無足夠軍隊，因此向朝廷請求援助，清朝依照先前天津條約規定，通告日本，所以日本也運軍隊至朝鮮，朝鮮政府締結全州和議：一、道人與朝廷合力維持庶政；二、嚴加懲處貪官污吏；三、嚴懲貪暴的富豪；四、懲罰不良的儒林學者和兩班；五、燒毁奴婢文書；六、改善七班賤人（當時朝鮮政府規定：賣藝人、屠戶、編筐人、巫師、妓女、鞋匠、皮匠等七種人為「賤民」:135）的待遇；七、允許年輕寡婦改嫁；八、廢除一切無名雜稅；九、打破門第之見，登用人才；十、嚴懲私通倭人者；十一、取消一切債務；十二、平分土地:135-136。同年2月15日，東學黨人、全羅道古負郡首領全琫准起兵，大破官軍，並占領全州；朝鮮高宗除派官軍攻擊，並請清朝援軍外，也派人與其和議，全琫准擔心繼續抵抗，會招來外國勢力干涉，同意和政府「相議官民相和之策」，6月10日，雙方達成和解:135。3月，朝鮮獨立運動志士金玉均遭到暗殺:138。考慮到外國干涉，政府和農民軍達成共識：停止內戰，整治政治弊端；農民軍在全羅道和忠清道一帶設立執綱所（農民建立之各地方自治機關）；農民在這裡處罰腐敗之官吏和兩班，解放賤民身份，糾正不公平之租稅:36。
早有準備之日本也決定乘此時機向朝鮮派兵，製造與中國之衝突，以便驅逐清朝之勢力而控制朝鮮；所以在朝鮮局勢平穩後日本軍隊仍然拒不撤出，相反卻在7月包圍朝鮮王宮，拘禁國王高宗和閔妃，並威逼掌握實權之高宗父親大院君宣佈朝鮮脫離中國「獨立自主」和廢除中朝以往簽訂之條約:26。進入漢城之日本軍於7月佔領朝鮮王宮；接着，開始進攻清軍；政府內之開化派官僚借此機會掌握權力；他們接受農民部分要求，廢除身份制度和科舉制度，改革租稅制度，推進多項近代改革；但是，隨着日本干涉之深化，改革也不能正常進行:36。與此同時，日本海軍首先突襲航行在黃海上之中國艦隊和運兵船，引起中日甲午戰爭海戰之爆發；接着，日本陸軍進攻守衛平壤之清朝軍隊，陸戰開始；戰火很快燃燒到中國遼東半島；由於準備不足，加上清王朝政府內部主和派之掣肘干擾，海上和陸上之清軍均一敗塗地:26。於是，農民軍為打退日本侵略再次起義；在慶尚、江原和黃海道等全國各地都爆發起義，加強東學教團勢力；11月，向漢城進軍之農民軍與日本軍和政府軍交戰數次；但是，由於難以抵擋用近代武器之日本軍而最終失敗；估計此次犧牲數萬名以上農民軍:36-37。然而，起義之農民軍在戰鬥中失敗，農民軍領袖最後沒有實現自己之意志，死於戰爭中；全奉准個子矮小，被親切稱為「綠豆將軍」；民眾為他們沒有實現夢想而感到惋惜，創作歌曲《鳥啊，鳥啊，青鳥啊》，表達民眾因農民戰爭失敗而感到之悲傷和對日軍之憤慨，並在全國各地傳唱，一直延續到今天：「鳥啊，鳥啊，青鳥啊，別落到綠豆地裡。綠豆花落，賣綠豆涼粉的人就要哭泣離去。」:39。
1895年日清戰爭爆發後，英國立即向日本和清朝表明：期望戰事勿擴及上海，同時發表嚴正中立宣言；但是英國皇家海軍於1865至1941年間駐守中國艦隊總司令（Commander-in-Chief, China），通稱為中國艦隊（China Station，前身是1831年設立之東印度及中國艦隊:149），向清朝海軍通報日本動態；而且英國違反中立條約，由英國商船運送清朝陸軍至朝鮮，但禁止日本商船土佐丸（英國格拉斯哥民營公司所購）出港，以中立法規為由防止用於軍事目的，英國政府與輿論態度都「反日親清」:148-149。日清战争清朝戰敗，下關條約規定：清朝承認朝鮮獨立、割讓遼東半島、臺灣與澎湖群島給日本，支付賠款2億兩:146。為支付給日2億兩，中國向外國談妥大筆借款，為向法國銀行借款，故商請俄國周旋，俄國因此趁機拿走遼東半島南部；宮脇淳子認為「三國干涉」為中國半殖民地化、屈辱近代化之開端，所以中國近代並非始自第一次鴉片戰爭，而是始自日清戰爭:146。由於俄國率先提出三國干涉，邀約法國和德國支持，日本將遼東半島返還清朝:147。
中日甲午戰爭後，日本一躍成為亞洲強國，開始躋身列強行列；但由於加快對外侵略擴張，引起西方列強不安:27。日本势力开始向朝鲜半岛急剧扩张，閔妃意识到东北亚势力格局变化后，与沙俄正式建立外交关系以对付日本1895年三浦梧棲甫至漢城赴任，他稱：「我們如此幫助朝鮮，朝鮮宮廷卻依附俄國，真是豈有此理！」；於是殺害閔妃，朝鮮人立刻轉為厭惡日本人:117。1895年10月，日本駐朝鮮公使策劃殺害閔妃（明成皇后）之事件，朝鮮國王躲避到俄國公使館:27。1896年，朝鲜高宗带着儿子朝鲜纯宗逃往俄国公使馆。三國干涉還遼事件中，日本對俄國、德國和法國唯命是從，所以朝鮮閔妃開始看輕日本轉為依附俄國，日本人遂殺害她，朝鮮高宗更加討厭日本，到俄國公使館避難，最終發展為日俄戰爭:146-147。俄國對朝鮮之影響開始增強:27。朝鲜高宗从俄国公使馆返回王宮，於1897年稱韓國皇帝，宣稱要切斷與日本關係，所以日本人對此非常憤怒:170。朝鮮民眾接連發動反日起義，給日本侵略者以嚴重打擊；但起義後來被朝鮮政府之懷柔政策而瓦解，有些被調來之官軍和日軍所鎮壓:27。
朝鮮王朝政府於1897年將國號更名為「大韓帝國」，並推進自主改革；政府設立很多學校，並加強軍隊，振興工商業，以及在全國確認土地所有權並頒發證書:37。在民間，要求社會改革之呼聲高漲；1896年，改革派政府官僚和知識分子創建獨立協會，並建立獨立門，發行《獨立新聞》:37。1898年，獨立協會和漢城市民召開多次集會，譴責外來勢力之侵略，要求政府推行財政改革，維護人民之基本權利；他們希望成立議會，並參與政治:37。但是，大韓帝國沒有接受他們之要求，解散獨立協會；以後，大韓帝國政府只停留在以皇室為中心之改革上，政府再也得不到大多數國民之支持:37。

### 二十世紀
1904年，日俄戰爭爆發，大韓帝國宣佈局外中立；但是，戰爭爆發後不到15天，日本政府便迫使朝鮮政府允許日軍在朝鮮使用需要之地區:58。大日本帝国与大韩帝国签订第一个保护国条约。戰爭形勢對日本有利後，日本便強迫朝鮮政府簽訂第一次朝日協約，要求朝鮮政府在財政和外交部門聘用自己推薦之人選作為顧問；日本推薦之顧問，不單咨詢行政事務，實際上是由他們掌握實權，並干涉內政:58。9月，在徵用修建京釜鐵路（漢城至釜山）和京義鐵路（漢城至新義州）之民工時，各有數千朝鮮人同日本方面衝突；另外，割斷電話線，阻撓鐵路建設之現象也在各地頻繁發生；對此，日軍強化管理，鎮壓抵抗運動:29。
1905年，日本在日俄戰爭中取得勝利以後，便強迫朝鮮政府簽訂第二次朝日協約（《乙巳條約》），侵奪朝鮮外交權，並設立統監府；統監不僅掌握條約上規定之外交權，實際上更控制朝鮮內政:58。
1907年，統監掌握行政權並開始處理朝鮮內政；各部門副部長也由日本人擔任；接着又解散朝鮮軍隊，掌握司法權和警察權；又開始封殺輿論，剝奪集會和結社之自由:58。
隨着亡國之危機感日益加深，朝鮮人開始採取各種方法對抗日本之侵略，並進行英勇鬥爭:58。前任和現任高官通過上奏國王或自殺等方式主張取消1905年日本強制簽訂之《乙巳條約》；朝鮮國王於1907年派遣特使參加在海牙舉行之萬國和平會議，闡述條約不當之處；數千漢城市民在王宮前集會要求廢除條約；商人關閉店門表示抗議:58-59。認為要保衛國家首先要增強實力之人越來越多；他們在全國各地建立學校，並致力於朝鮮語研究，發起振興工業之運動:59。
而最讓日本感到威脅是義兵在全國各地高呼「討倭」；從1908年春天開始，在全國範圍內，義兵力量迅速擴大:59。參加義兵運動來自各階層；日本解散朝鮮軍隊後，就有大批軍人加入義兵:59。
日本首先討伐朝鮮半島中部和東南部地方之義兵，接着於1909年9月開始封鎖朝鮮半島西南地區海岸，然後開始「南朝鮮大討伐作戰」:59。通過慘絕人寰之軍事作戰鎮壓義兵運動後，日本於1910年8月22日將朝鮮強制合併:59。
日本強行剝奪韓國主權，在漢城（日本將漢城更名為京城）設立朝鮮總督府進行統治:68。
在第一次世界大戰即將結束時，國際社會對「民族自決」之關注空前高漲；朝鮮獨立運動家們也在國內外加緊組織獨立運動:78。從1919年1月開始，主要以天道教為代表之宗教界和學生開始準備獨立運動；起初他們只是單獨推進運動準備工作:78。3月1日，朝鮮人高呼「獨立萬歲」口號奔上街頭，但瞬間便遭到日本鎮壓；獨立運動家們在中國上海成立大韓民國臨時政府；朝鮮獨立軍在中國東北和俄羅斯濱海邊區活動，回到國內同日本軍展開戰鬥:78-79。中國、印度等遭受殖民統治之國家對「三一運動」表現出巨大關心；特別是中國知識分子和學生奔走相告關於在朝鮮爆發之「三一運動」之消息，同時呼籲中國人發起反日鬥爭:79。
第一次世界大戰後，在日、韓、中三國之工廠、礦山、鐵路、海港勞動之工人數量都急劇增加；但工人們都處於低工資、長時間之苛刻之勞動條件下；工人們為改善勞動條件和確保自己之權利，以職業或地域為單位建立工會，並聯合成全國性組織；此時五一國際勞動節成為三國工人之共同節日:82。
1932年4月29日，尹奉吉與韓人愛國團長金九共進早餐後宣讀誓文：「身為韓人愛國團之一員，為恢復祖國之獨立自由，誓將侵略中國之敵國將領殺死。」:116當日下午1點左右，上海虹口公園內傳來爆炸聲，坐在日本軍閱兵台上之上海派遣軍司令官白川義則等許多高官都被炸死或炸傷；尹奉吉在慶典現場上高喊「大韓獨立萬歲」:116！尹奉吉當場被捕，在軍法會議上被判死刑，並於當年12月1日執行；在臨刑前他為兩個兒子寫下遺書：「你們若有血有肉 一定要為朝鮮作一名勇敢的鬥士 高舉太極旗 來到我的空墳前斟一杯酒 不要悲傷，你們雖然沒有了爸爸 但你們有親愛的媽媽」:116-117。消息震撼人心，使中國民眾和國民政府大為感動，並開始積極支持和援助韓國獨立運動；全世界人民也再次感受到朝鮮人對日本之憤慨之情:117。
日本為長期侵略中國之戰爭，把殖民地朝鮮也動員到戰時體制中，更加深朝鮮人民之痛苦:119。
1945年8月15日，日本无条件投降，日本对朝鲜半岛35年的殖民统治结束。
1945年8月21日，苏联红军占领平壤并建立了苏联军事政府，8月25日，美军登陆仁川。美國拒絕承認流亡在中國的大韓民國臨時政府，9月8日美国远东军司令部在朝鲜半岛南部成立驻朝鲜美国陆军司令部军政厅（USAMGIK），朝鮮半島陷入分裂的狀態。
日本投降後，韓國政府認為《乙巳條約》無效，而以此為基礎之1910年《合併韓國條約》當然也無效；但是日本政府認為上述兩個條約都有效；兩國政府間解釋之差異直到1965年邦交正常化時也未能消除:67。
1948年8月15日，大韩民国成立。1948年9月9日，朝鲜民主主义人民共和国成立。戰後的日本政府则只承认大韩民国政府为朝鲜半岛唯一合法政府。

## 二戰後至今

### 與北朝鮮關係

朝鲜民主主义人民共和国国旗

1952年，朝鮮內閣首相、朝鮮勞動黨委員長金日成呼吁信仰社會主義的在日朝鲜人建立一个联系朝鲜与日本并谋求南北统一的组织。随后在日本朝鲜人总联合会在1955年5月25日宣告成立。
1977年到1988年间，朝鲜的特工多次在日本以及欧洲绑架日本人，2002年9月17日，在朝鮮平壤举行的日朝首脑会谈中，朝鲜劳动党总书记金正日首次承认了過往一直予以否定的绑架日本人事件，并且为此道歉，同時保证防止再次出现此类事件。日本政府已经正式认定了与此绑架事件相关的17名受害者。2002年9月19日傍晚，小泉纯一郎政府正式向被害者家属宣布了8个死亡者名单。日朝会议时，朝鲜政府解释，这8个人的死因为“病死”、“灾害死”。此外，还有一些虽然没有被证实是因此事件而失踪，但是十分有可能同样遭到绑架的个案。
从2000年至今，北朝鮮先后进行了多次導彈試射及核試，引起日本强烈不满。同时，日本也多次因为对第二次世界大战不负责任的言论以及靖国神社参拜问题引起朝鲜强烈不满。日本與北朝鮮至今没有建交。

### 與大韓民國關係

大韩民国国旗

美國為防止社會主義勢力在東亞擴大，希望韓國和日本恢復友好關係，以起到「防波堤」之作用；受美國政策之影響，兩國在朝鮮戰爭過程中，即1951年9月就開始為建交舉行會談；但是，由於在清算過去問題上存在意見差異，會談沒有取得進展:196。
1961年，通過「五一六政變」掌握政權之朴正熙政府匆忙與日本建交；因為他想從日本獲得資金，推動經濟開發；日本也圖謀向韓國經濟滲透，擴大影響:196。經過幾次會談，韓國和日本就建交締結基本條約；兩國宣布1910年之「合併條約」和在此以前締結之條約「已經無效」:196。在請求權會談中，日本答應無償為韓國提供3億美元；並長期以低利息借給韓國2億美元:196。通過基本條約和同時締結之協定，決定用這5億美元「最終完全」解決請求權（要求日本對其侵略和殖民統治造成之損害進行補償和賠贘之權利）問題；此外，在協定之執行過程中，日本還要追加借給韓國民間資金3億美元:196。但是，圍繞着對條約內容之解釋，日本和韓國之間產生如下表所示之意見差異：①合併條約，韓方主張從根源上就是無效的、殖民地統治是非法的，日方則主張1948年韓國政府成立以後無效；②提供3億美元，韓方主張是賠償金性質，日方則主張是經濟合作資金、獨立祝賀金:196。
1965年，佐藤榮作領導的日本政府与朴正熙領導的大韩民国政府建立外交关系，雖然兩國當時仍是敵對關係，及因歷史問題而對立，但因為冷戰關係，兩國意識形態同為反共，且同為美國的盟友，因此兩國建立外交關係具有重要性。
1972年，韓國民主運動、反對派領袖金大中在日本被綁架並回韓國長期拘禁，一度使日韓關係十分緊張。
1978年，靖國神社將東條英機等14名甲級戰犯合祀進來；1985年，日本内阁总理大臣中曾根康弘正式參拜靖國神社，遭到中國、韓國等亞洲各國強烈反對，也引起日本輿論批評；2001年，日本內閣總理大臣小泉純一郎又進行正式參拜，受到中國政府與韓國政府嚴厲批判:215。
2002年，日本與韓國共同舉行世界盃。
目前，日本与韩国之间因为独岛归属问题、日本政要对二战中對的韓國的戰爭罪行拒絕道歉和不负责任等言论问题、慰安妇问题、日本政要参拜靖国神社问题存在着巨大的争议。2012年韩国總統李明博登上獨島後，兩國關係十分緊張。日本首相安倍晉三上任後對慰安婦問題的態度，也造成日韓關係至今維持不睦。